# 헤이키 하수

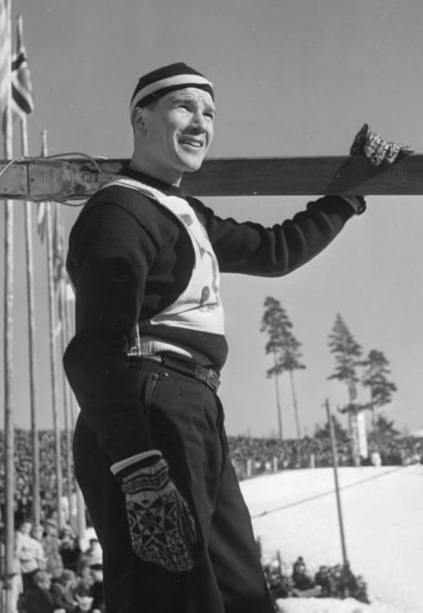
1950년 경 모습

헤이키 하수(Heikki Hasu, 본명: 헤이키 비흐토리 하수, Heikki Vihtori Hasu, 1926년 3월 21일 ~ 2025년 4월 5일)는 1948년과 1952년 올림픽에 출전한 핀란드의 노르딕 스키 선수였다.

## 경력
하수는 1952년 노르딕 복합 개인 종목에서 각각 금메달과 은메달을, 4×10km 크로스컨트리 릴레이에서 금메달을 획득했다. 그는 두 번의 올림픽 모두 개인 18km 경기에서 4위를 차지했고, 동메달은 초차로 놓쳤다. 1952년 올림픽에서는 핀란드의 기수를 맡았다.
하수는 1950년 FIS 노르딕 세계 스키 선수권 대회에서 노르딕 복합에서 금메달, 4×10km 릴레이에서 은메달을 획득하며 두 개의 메달을 획득했다. 그는 1953년 홀멘콜렌 스키 페스티벌 노르딕 복합에서 우승했다. 하수는 1952년 홀멘콜렌 메달을 수상한 최초의 핀란드 선수가 되었다(슈타인 에릭센, 토르비욘 팔캉에르, 닐스 칼손과 공동 수상). 그는 또한 두 개 이상의 노르딕 스키 종목에서 우승한 마지막 홀멘콜렌 메달리스트이기도 한다. 하수는 1948년과 1950년에 핀란드 올해의 스포츠인으로 선정되었다.
하수는 농부였으며, 은퇴 후 1962-66년과 1967-70년에 핀란드 의회에서 두 번의 임기를 역임했다. 안얄란코스키에는 그의 동상이 세워져 있다.

## 사망
하수는 2025년 4월 5일 99세의 나이로 사망했다.